# Panenka (film)
Panenka je česká filmová černobílá sci-fi komedie rakouského filmového režiséra moravského původu Roberta Landa z roku 1938. Současně se pod názvem Robot Girl Nr. 1 natáčela i německá verze.

## Děj
Hlavní hrdinka Věra přijme nabídku svého kamaráda Kajetána, který ji zařídí místo v továrně na loutky. Továrník Antonín Dominik se do ní zamiluje, což nelibě nese jeho matka a Věru ihned propustí. Kajetán pracující v ateliéru sochaře Výra na výrobě mechanické reklamní loutky požádá Věru, aby vystupovala místo poškozené loutky. Věra je ve své roli natolik přesvědčivá, že paní Dominiková přiměje výrobce k propagačnímu turné. Během turné se Věra dostane do mnoha svízelných situací. Kvůli nedorozumění je v Karlových Varech zatčen Kajetán i nic netušící Dominik. Věře se podaří uprchnout a nakonec se vše vysvětlí. Vynález je hotový a snoubencům Věře a Dominikovi přeje mnoho štěstí opravdová robotka.

## Obsazení
| Věra Ferbasová             | Věra, podnájemnice u Vrbů                 |
| Jiří Dohnal                | Kajetán                                   |
| Ferenc Futurista           | strážník Vrba                             |
| Milada Gampeová            | paní Vrbová                               |
| Josef Gruss                | továrník Antonín Dominik                  |
| Milka Balek-Brodská        | matka továrníka Dominika                  |
| Ljuba Hermanová            | Hella                                     |
| Světla Svozilová           | spisovatelka Tečková                      |
| Stanislav Neumann          | detektiv                                  |
| Eman Fiala                 | účetní Bonifác Žalud                      |
| Theodor Pištěk             | vrchní policejní komisař                  |
| František Kreuzmann starší | podvodník James Robber, alias Petr Dostál |
| Jan W. Speerger            | pan Moučka                                |
| Jiří Hron                  | kominík                                   |
| Zdeněk Hora                | sochař Výr                                |
| Rudolf Macharovský         | tanečník                                  |
| Máňa Hanková               | operetní hvězda                           |

## Tvůrci, další informace
- výprava-architekt: Štěpán Kopecký
- vedoucí produkce: František Jerhot
- výtvarník: Arnold Reiman
- exteriéry: Praha, Karlovy Vary
- produkce: Metropolitan
- hudba: Jára Beneš
- zpěv: Máňa Hanková, Věra Ferbasová
- text písně: Jan Grmela

Ve filmu zazněl i dobový šlágr Járy Beneše Robot v podání Máni Hankové a Věry Ferbasové. Jako autor textu je uveden Jan Grmela. Na nahrávce písně v podání swingové zpěvačky Zdeny Vincíkové s orchestrem Harry Hardena jsou jako autoři textu uváděni Jarka Mottl a Josef Neuberg.